# Masvingo United
Il Masvingo United è una società calcistica dello Zimbabwe con sede a Masvingo.
Fondato nel 1997 il club milita nella ZIFA Eastern Region Division la seconda serie calcistica dello Zimbabwe.

## Rosa attuale
| N. |                     | Ruolo | Calciatore       |
| -- | ------------------- | ----- | ---------------- |
| -  | Zimbabwe (bandiera) | P     | Tafadzwa Dube    |
| -  | Zimbabwe (bandiera) | D     | Costa Nhamoinesu |
| -  | Zimbabwe (bandiera) | D     | Godfrey Dondo    |
| -  | Zimbabwe (bandiera) | D     | Progress Musepa  |
| -  | Zimbabwe (bandiera) | D     | George Magariro  |
| -  | Zimbabwe (bandiera) | D     | Pardon Chinungwa |
| -  | Zimbabwe (bandiera) | C     | Ovidy Karuru     |
| -  | Zimbabwe (bandiera) | C     | Milton Makopa    |

| N. |                     | Ruolo | Calciatore        |
| -- | ------------------- | ----- | ----------------- |
| -  | Zimbabwe (bandiera) | C     | Wonder Sithole    |
| -  | Zimbabwe (bandiera) | C     | Robson Tswaki     |
| -  | Zimbabwe (bandiera) | C     | Cyprian Muchabaya |
| -  | Zimbabwe (bandiera) | C     | Tapiwa Khumbuyani |
| -  | Zimbabwe (bandiera) | A     | Martin Vengesayi  |
| -  | Zimbabwe (bandiera) | A     | Johnson Zimbabwe  |
| -  | Zimbabwe (bandiera) | A     | Simba Gate        |
| -  | Zimbabwe (bandiera) | A     | Douglas Zimbango  |

## Palmarès
- ZIFA Unity Cup: 2

2002, 2005
- Zimbabwean Independence Trophy: 2

2006, 2007